# Omloop Mandel-Leie-Schelde 2018
La 75.ª edición de la clásica ciclista Omloop Mandel-Leie-Schelde fue una carrera en Bélgica que se celebró el 25 de agosto de 2018 sobre un recorrido de 187,4 kilómetros con inicio y final en el municipio de Meulebeke, situada en la provincia de Flandes Occidental.
La carrera formó parte del UCI Europe Tour 2018, dentro de la categoría 1.1, y fue ganada por el neerlandés Wouter Wippert del Roompot-Nederlandse Loterij. Completaron el podio, como segundo y tercer clasificado respectivamente, el noruego Herman Dahl del Joker Icopal y el francés Justin Jules del WB-Aqua Protect-Veranclassic.

## Equipos participantes
Tomaron parte en la carrera 23 equipos: 7 de categoría Profesional Continental; y 16 de categoría Continental. Formando así un pelotón de 152 ciclistas de los que acabaron 135. Los equipos participantes fueron:
| Equipos continentales profesionales (7)- Direct Énergie - Israel Cycling Academy - Roompot-Nederlandse Loterij - Sport Vlaanderen-Baloise - Vérandas Willems-Crelan - Wanty-Groupe Gobert - WB-Aqua Protect-Veranclassic Equipos continentales (16)- T.Palm-Pôle Continental Wallon - BEAT Cycling Club - Canyon Eisberg - Cibel-Cebon - Team Joker Icopal - Marlux-Bingoal - Metec-TKH Continental Cyclingteam p/b Mantel - Monkey Town Continental - Sovac-Natura4Ever - Tarteletto-Isorex - ColoQuick - Coop - Differdange-Losch - Vorarlberg-Santic - Waoo - Wiggins |
| |

## Clasificación final
- Las clasificaciones finalizaron de la siguiente forma:[4]

| \| Clasificación general \| Clasificación general \| Clasificación general \| Clasificación general \| Clasificación general \| \| Ciclista \| Ciclista \| Equipo \| Tiempo \| \| \| --------------------- \| --------------------- \| ---------------------------- \| --------------------- \| --------------------- \| \| 1.º \| Wouter Wippert \| Roompot-Nederlandse Loterij \| 4 h 08 min 08 s \| \| \| 2.º \| Herman Dahl \| Joker Icopal \| + 0 s \| \| \| 3.º \| Justin Jules \| WB-Aqua Protect-Veranclassic \| + 0 s \| \| \| 4.º \| Rasmus Bøgh Wallin \| ColoQuick \| + 0 s \| \| \| 5.º \| Aksel Nõmmela \| BEAT Cycling Club \| + 0 s \| \| \| 6.º \| Alexander Geuens \| Sovac-Natura4Ever \| + 0 s \| \| \| 7.º \| Jannik Steimle \| Team Vorarlberg-Santic \| + 0 s \| \| \| 8.º \| Timothy Dupont \| Wanty-Groupe Gobert \| + 0 s \| \| \| 9.º \| Joeri Stallaert \| Team Vorarlberg-Santic \| + 0 s \| \| \| 10.º \| Casper von Folsach \| ColoQuick \| + 0 s \| \| |                    |                              |                 |
| |                    |                              |                 |
| Fuente: ProCyclingStats |                    |                              |                 |
| Clasificación general |                    |                              |                 |
| Ciclista | Ciclista           | Equipo                       | Tiempo          |
| 1.º | Wouter Wippert     | Roompot-Nederlandse Loterij  | 4 h 08 min 08 s |
| 2.º | Herman Dahl        | Joker Icopal                 | + 0 s           |
| 3.º | Justin Jules       | WB-Aqua Protect-Veranclassic | + 0 s           |
| 4.º | Rasmus Bøgh Wallin | ColoQuick                    | + 0 s           |
| 5.º | Aksel Nõmmela      | BEAT Cycling Club            | + 0 s           |
| 6.º | Alexander Geuens   | Sovac-Natura4Ever            | + 0 s           |
| 7.º | Jannik Steimle     | Team Vorarlberg-Santic       | + 0 s           |
| 8.º | Timothy Dupont     | Wanty-Groupe Gobert          | + 0 s           |
| 9.º | Joeri Stallaert    | Team Vorarlberg-Santic       | + 0 s           |
| 10.º | Casper von Folsach | ColoQuick                    | + 0 s           |

## UCI World Ranking
La Omloop Mandel-Leie-Schelde otorga puntos para el UCI Europe Tour 2018 y el UCI World Ranking, este último para corredores de los equipos en las categorías UCI WorldTeam, Profesional Continental y Equipos Continentales. Las siguientes tablas muestran el baremo de puntuación y los 10 corredores que obtuvieron más puntos:
| Posición              | 1.º | 2.º | 3.º | 4.º | 5.º | 6.º | 7.º | 8.º | 9.º | 10.º | 11.º | 12.º | 13.º-15.º | 16.º-25.º |
| Clasificación general | 125 | 85  | 70  | 60  | 50  | 40  | 35  | 30  | 25  | 20   | 15   | 10   | 5         | 3         |

| 1.º  | Wouter Wippert     | Roompot-Nederlandse Loterij  | 125 |
| 2.º  | Herman Dahl        | Joker Icopal                 | 85  |
| 3.º  | Justin Jules       | WB-Aqua Protect-Veranclassic | 70  |
| 4.º  | Rasmus Bøgh Wallin | ColoQuick                    | 60  |
| 5.º  | Aksel Nõmmela      | BEAT CC                      | 50  |
| 6.º  | Alexander Geuens   | Sovac-Natura4Ever            | 40  |
| 7.º  | Jannik Steimle     | Vorarlberg-Santic            | 35  |
| 8.º  | Timothy Dupont     | Wanty-Groupe Gobert          | 30  |
| 9.º  | Joeri Stallaert    | Vorarlberg-Santic            | 25  |
| 10.º | Casper von Folsach | ColoQuick                    | 20  |